# Інгвар Ігорович
Інгвар Ігорович (*д/н — 1235/1252) — князь рязанський у 1219—1235 роках і ймовірно у 1237—1252 роках.

## Життєпис
Другий син Ігоря Глібовича, «молодшого» співкнязя рязанського, та Аграфени (доньки Ростислава Мстиславича, великого князя Київського). При хрещенні отримав ім'я Кузьма.
1207 року разом з братом Романом потрапив у полон до великого князя Володимирського Всеволода Юрійовича. 1212 року після смерті останнього звільнений разом з братом Романом. Можливо тоді ж отримав статус «молодшого» співкнязя рязанського.
1217 Інгвар не прибув на з'їзд в Ісадах, де збиралися Святославичі для вирішення питань розподілу влади в Рязанському і Пронському князівствах. Зрештою Гліб і Костянтин Володимировичі, стриєчні брати Інгвара, організували вбивство своїх суперників, зокрема брата Романа і можливо іншого брата Гліба. В свою чергу Інгвар, що за відсутності брата керував Рязанню, не дозволив Глібові зайняти місто. В подальшому двічі завдав тому поразки, спираючись на допомогу великого князя володимирського Юрія Всеволодовича.
Закріпившись в Рязанському князівстві, також приєднав Пронське князівство, де не залишилося власних князів. 1220 року заснував Успінський монастир в поселені Ольгіно. У зовнішній політиці став вірним союзником Юрія Всеволодовича. 1232 року брав участь у поході на мордву.
Згідно російського історика В.Татищева помер Інгвар Ігорович у 1235 року, проте цьому немає підтвердження. Більш імовірно, що цього року зробив своїм співкнязем сина Юрія (чи брата з таким самим ім'я). 1237 року рушив до великого князя за допомогою від монгольської навали за допомогою, а в цей час впала Рязань й загинув Юрій. Водночас «Повість про розорення Рязані Батиєм» вказує на князювання після Юрія Інгвара Інгваровича, начебто сина Інгвара Ігоровича. Окрім цього твору Інгвара Інгваровича ніде не згадано. Тому ймовірно тут вкралася помилка через ім'я Інгвар, для якого часто використовували аналог Ігор, чим викликали плутанину.
Багато істориків вважають тотожними Інгвара Ігоровича і Інгвара Інгваровича. З огляду на це він панував вже після навали. Заснував нову столицю Переяслав-Рязанський. Помер 1252 року. Спадкував йому син Олег.

## Родина
- Юрій (д/н—1237), князь рязанський, можливо є братом Інгвара Ігоровича
- Олег (д/н—1258), князь рязанський
- Роман (д/н—1238), князь коломенський
- Євдокія (д/н—1278). дружина князя Володимира Костянтиновича Углицького
- Інгвар (під питанням його існування)